# Titan d’Acadie-Bathurst
Titan d’Acadie-Bathurst är ett kanadensiskt proffsjuniorishockeylag som spelar i Ligue de hockey junior majeur du Québec (LHJMQ) sedan 1998. De har dock sitt ursprung från 1969 när National de Rosemont grundades, det har dock förekommit flertal namnändringar under årens lopp. Laget spelar sina hemmamatcher i Centre Régional K.C. Irving, som har en publikkapacitet på 3 524 åskådare vid ishockeyarrangemang, i Bathurst i New Brunswick. De ägs av 28 investerare däribland ishockeyspelarna Patrice Bergeron, Sean Couturier, Bruno Gervais, Roberto Luongo och Mathieu Perreault. Titan har vunnit en Trophée Jean Rougeau, som delas ut till det lag som vinner grundserien, för säsongen 2001–2002 medan de vann både Coupe du Président, som delas ut till vinnaren av slutspelet, och Memorial Cup, CHL:s slutspel mellan säsongens mästare i LHJMQ, OHL och WHL samt ett värdlag, för säsongen 2017–2018.
Laget har fostrat spelare som Sven Andrighetto, Siarhej Astaptjuk, Alexandre Bolduc, Marc-André Bourdon, Jordan Caron, Jean-Sébastien Dea, Nicolas Deslauriers, Pascal Dupuis, Alexandre Giroux, A.J. Greer, János Hári, Nikita Kutjerov, Timo Meier, Liam O'Brien, Mike Ribeiro, Giulio Scandella och Maxime Talbot.